# Графство Рантцау
Графството Рантцау (на немски: Grafschaft Rantzau; Freie Reichsgrafschaft Rantzau) е имперско графство, територия на Свещената Римска империя в южен Шлезвиг-Холщайн, Германия, около днешния град Бармщет. Намира се северозападно от Хамбург. Образува се през 1650 и съществува до 1864 г. След това е към Прусия.
Управлява се от фамилията Рантцау. Христиан Рантцау (1614 – 1663), щатхалтер от 1648 до 1663 г. на кралската-датска част на Шлезвиг-Холщайн, основава графството Рантцау и през 1650 г. е издигнат на имперски граф от император Фердинанд II.
След убийството при лов на имперския граф Христиан Детлев цу Рантцау (1670 – 1721) графството е конфискувано през 1726 г. от датската кралска фамилия.